# Lucio Abis
Lucio Gustavo Abis (Oristany, 24 de febrer de 1926) és un polític sard. Membre des de 1950 de la Democràcia Cristiana Italiana a Sardenya, en va ser secretari territorial a Oristany i secretari provincial de Càller, també fou membre del Comitè i de la direcció regional i cap del departament d'Ens Locals i el departament d'Economia. Fou elegit regidor de Villaurbana el 1952 i alcalde de 1956 a 1963.
Fou escollit conseller regional a les eleccions regionals de Sardenya de 1957, 1961, 1965 i 1969, en les quals fou assessor de treball i obres públiques de 1963 a 1967, de reconstrucció de 1967 a 1969. També fou president de Sardenya de febrer a novembre de 1970. El gener de 1971, finalment va ser nomenat assessor d'Agricultura i Silvicultura de la junta d'Antonio Giagu De Martini I (fins a gener de 1972).
Va ser senador durant de 1972 a març de 1994 pel districte d'Oristany. Durant el seu mandat parlamentari, va ser diverses vegades membre de l'administració. Secretari d'Hisenda en el govern d'Aldo Moro IV i V i III Giulio Andreotti, i secretari del Ministeri de Pressupost i Planificació Econòmica en els governs d'Andreotti IV i V, Cossiga I i II i Forlani, va ser ministre sense cartera de Polítiques Europees amb Spadolini I i II (juny 1981 - novembre 1982) i ministre sense cartera de Relacions amb el Parlament en el govern Fanfani V (desembre 1982 - juny 1983). A la XI legislatura, va ser president de la Comissió de Pressupost i Hisenda del Senat de la República.